# Alexandre Silveira
Alexandre Silveira de Oliveira GCMD (Belo Horizonte, 15 de julho de 1970) é técnico em contabilidade, advogado, ex-delegado de polícia, comerciante e político brasileiro, filiado ao Partido Social Democrático (PSD). Como um dos fundadores da sigla, foi presidente do PSD no estado de Minas Gerais nos anos de 2014 e 2015, reassumindo o cargo em 2021.
Foi eleito deputado federal pelo Partido Popular Socialista (PPS) na Legislatura 2007-2010 e reeleito para o mandato 2011-2014. Durante seu segundo mandato assumiu as secretarias de Gestão Metropolitana e Saúde de Minas Gerais. Foi diretor-geral do Departamento Nacional de Infraestrutura de Transportes (DNIT), sendo reconhecido como o servidor mais jovem ao ocupar o cargo da considerada maior autarquia do país. Em 29 de dezembro de 2022, foi anunciado como o Ministro de Minas e Energia do terceiro governo Lula.

## Biografia
Nascido em Belo Horizonte, casado e pai de dois filhos, Alexandre Silveira é segundo dos cinco filhos de Adilson de Oliveira e de Maria da Conceição Aparecida Silveira, Teve uma infância humilde, tendo sido criado em parte dela pelos avós, enquanto seus pais trabalhavam em uma fábrica de colchões de seus tios na capital mineira. Teve sua formação educacional básica na rede pública de ensino, estudou da primeira à quarta série do ensino fundamental na Escola Municipal Lídia Angélica e deu continuidade aos seus estudos na Escola Estadual Geraldo Teixeira da Costa.
Alexandre prestou vestibular, em 1990, para o curso de Direito, na Fundação Educacional Monsenhor Messias, onde graduou-se em 1994.

## Carreira profissional

### Inicio da carreira profissional
Aos 14 anos teve a sua primeira carteira assinada ao trabalhar como responsável pelo almoxarifado de uma indústria de estofados subsidiária da empresa de colchões de sua família. Aos 16 anos, já emancipado, Alexandre abriu o seu primeiro negócio, uma loja de colchões na qual comercializava os produtos que eram fabricados pela indústria de sua família. Mais tarde, em 1988 fundou a “Alexandre Móveis” e em 1994 as Lojas São Tomé, nas quais atuou como gerente administrativo e comercial até 1996. Ao longo de sua carreira profissional, Alexandre também atuou no ramo da construção civil, onde construiu centenas de residências e também em um escritório de contabilidade na capital mineira, após concluir a formação técnica no área pelo Colégio AEC.

### Como delegado de polícia
Em 1997, participou de um concurso público no Estado de Minas Gerais para o cargo de delegado da Polícia Civil, aprovado, iniciou sua carreira, no ano seguinte, no município de Antônio Dias, no Vale do Aço. Durante o período em que foi delegado, atuou em várias comarcas do estado mineiro, exercendo cargo de Delegado de Combate ao Tráfico de Drogas, Furtos e Roubos e Furto de Veículos, supervisor da área administrativa do trânsito e de Identificação e foi também um dos fundadores da Delegacia de Crimes Contra a Mulher de Ipatinga, uma das primeiras do interior de Minas.

### Como coordenador e diretor-geral do DNIT

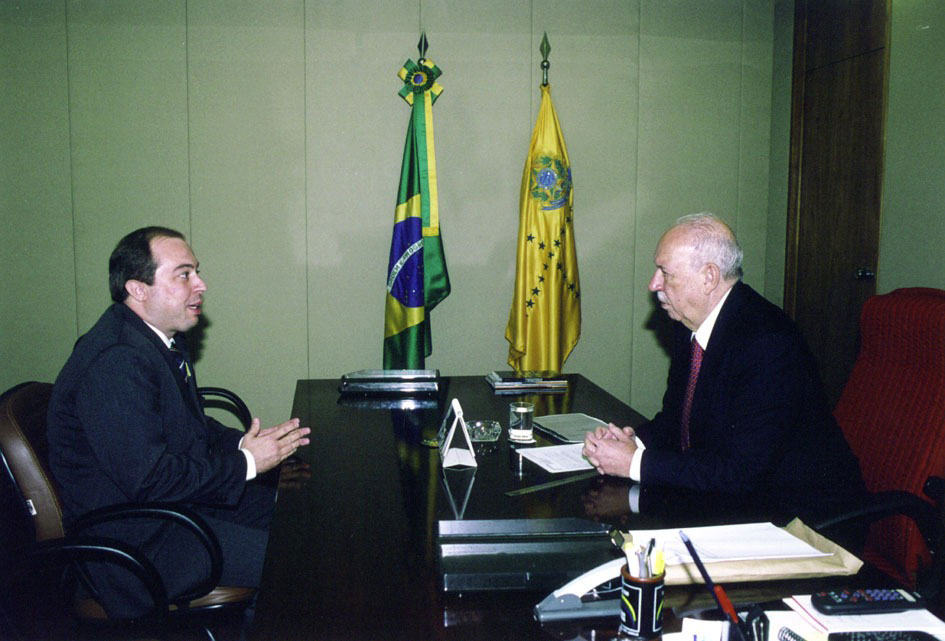
Silveira, diretor do DNIT e José Alencar

Em 2003, Alexandre Silveira foi convidado pelo então vice-presidente do Brasil, José Alencar (PR), a ocupar o cargo de Coordenador Geral da 6ª Unidade de Infraestrutura Terrestre do Departamento Nacional de Infraestrutura de Transportes (DNIT). Em 2004 foi nomeado pelo então presidente da república, Luiz Inácio Lula da Silva (PT), a diretor-geral do órgão a nível nacional, considerada a maior autarquia do país. Reconhecido como o servidor mais novo a ocupar o cargo de diretor-geral do DNIT, onde permaneceu até 2006, comandou obras como o Anel Rodoviário de Ipatinga e projetos de modernização de trechos da BR, dentre eles, o da BR-381 entre Belo Horizonte e Ipatinga e da BR-262 no acesso a São Domingos do Prata.

## Carreira política

### Câmara dos Deputados
Alexandre teve sua primeira experiência político-eleitoral em 2002, disputando, pelo Partido Liberal (PL), uma cadeira na Câmara dos Deputados do estado de Minas Gerais. Obteve 26.153 votos e ficou como suplente.

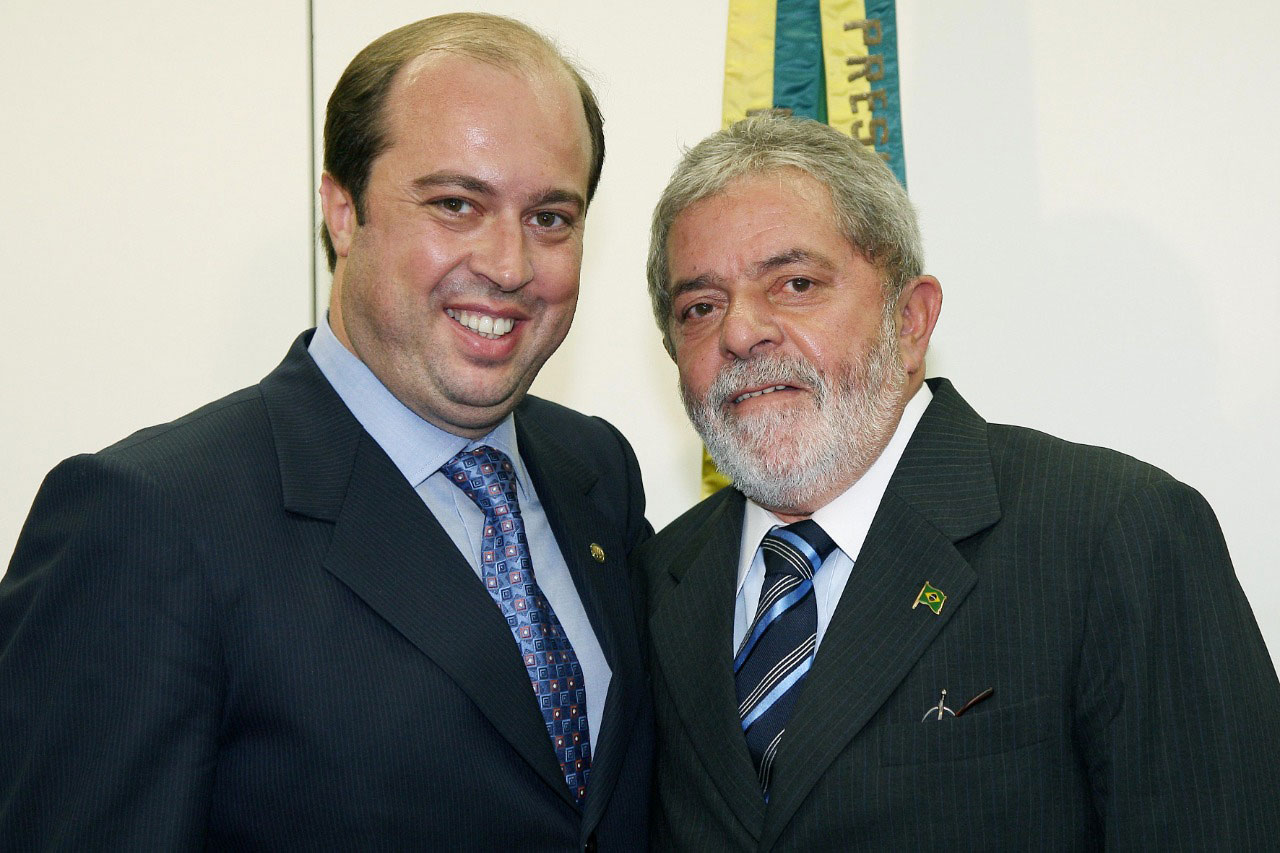
Alexandre Silveira e Lula

No ano de 2006, já afiliado ao Partido Popular Socialista (PPS), Alexandre Silveira se elegeu Deputado Federal com mais de 147 mil votos, sendo o 5º parlamentar mais votado de Minas Gerais. Nesse mandato, Alexandre foi eleito pelos seus pares, presidente da Comissão de Segurança Pública e Combate ao Crime Organizado. Sendo autor da CPI da Violência Urbana, foi membro ativo das CPI´S do sistema carcerário e das escutas telefônicas clandestinas e foi membro das comissões de Constituição e Justiça, Integração Nacional, Desenvolvimento Regional e Amazônia e também Viação e Transportes.
Em 2010, foi reeleito com quase 200 mil votos, sendo, novamente, o 5º Deputado Federal mais votado no Estado de Minas Gerais. No início de seu segundo mandato licenciou-se das atividades como parlamentar após receber do Governador do Estado de Minas Gerais, Antônio Anastasia (na época filiado o PSDB), o convite de atuar no poder executivo como Secretário de Estado à frente da pasta Extraordinária de Gestão Metropolitana (SEGEM), que tinha como missão a organização e os desenvolvimentos das regiões metropolitanas de Belo Horizonte e do Vale do Aço. Reassumiu seu mandato como deputado federal em abril de 2014.
Durante seu mandato, Silveira criou o projeto itinerante de inclusão digital, Cidadania, voltado à múnicipios de pequeno porte da região do Vale do Aço e apresentou à Câmara dos Deputados proposições, como o Projeto de Lei que inseriu vacinas no calendário básico da vacinação infantil, a PL 1106/07 que estipula o aumento sobre os valores de multas aplicadas em caso de omissão de suspeitas de maus-tratos contra crianças e adolescentes, a PL 2265/2007 e a PL 4229/2008 para reduzir burocracias referentes ao passe livre no sistema de transporte coletivo interestadual às pessoas portadoras de deficiência, as PECS 293/2008 e 412/2009 que atribuem independência funcional aos Delegados de Polícia e a Polícia Federal, e a PL 1105/2007 que regulamenta a profissão de Técnico em meio ambiente, dentre outras como as que visam a educação no trânsito e as que tornam mais rigidas as punições previstas no Código Penal e no Código de Trânsito Brasileiro em casos de homicídio praticado por condutores de veículos automotores.

### Secretarias estaduais de Minas Gerais
Alexandre Silveira esteve a frente da SEGEM, dentre janeiro de 2011 até dezembro de 2013, durante a gestão do Partido da Social Democracia Brasileira (PSDB) no governo mineiro, período em que o órgão implementou em diversas áreas nas regiões metropolitanas de Belo Horizonte e do Vale do Aço projetos como o Plano Diretor de Desenvolvimento Integrado (PDDI) da RMBH, a Parceria público-privada (PPP) dos Resíduos Sólidos Urbanos, o Novas Centralidades, a Pesquisa Origem e Destino, e o Trem Metropolitano.
Em janeiro de 2014, Alexandre Silveira assumiu pasta da secretária de Saúde do estado de Minas Gerais, através da qual firmou convênios com diversos municípios mineiros para construção e repasse de verbas à unidades básicas de saúde e hospitais, adquiriu o primeiro helicóptero exclusivo para atendimento aeromédico do Corpo de Bombeiros Militar de Minas Gerais e administrou projetos de saúde móvel e de combate a dengue. Durante o período que esteve a frente da secretária inaugurou a primeira UTI Cardiológica da região do Vale do Rio Doce

### Senado Federal (2022)
Nas eleições de 2014, Alexandre Silveira foi convidado como primeiro suplente do ex-governador Antônio Anastasia (PSDB), que foi eleito ao Senado Federal com 5 milhões de votos.

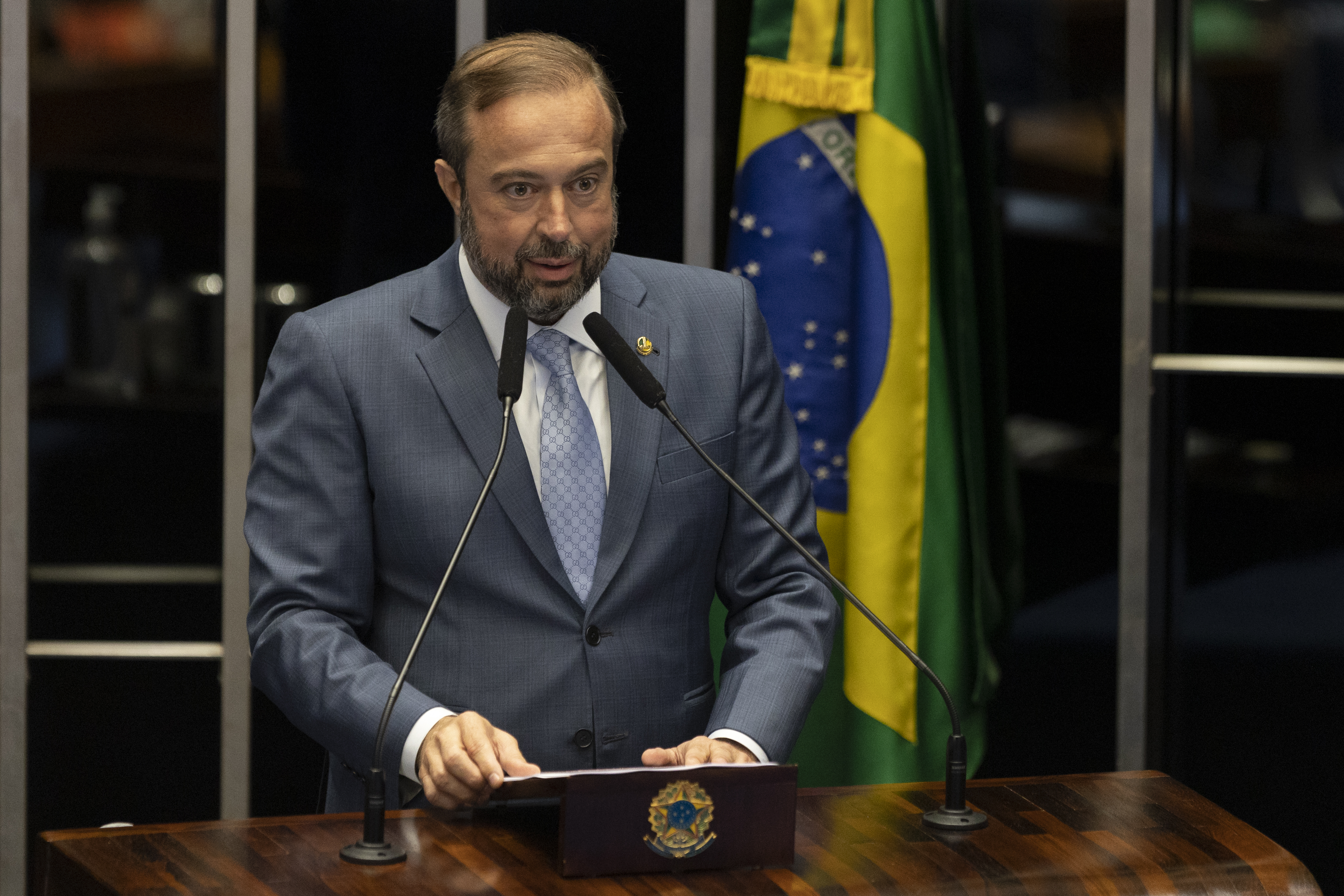
Posse Senador Alexandre Silveira

Em fevereiro de 2021, Alexandre Silveira foi nomeado como diretor de assuntos técnicos e jurídicos do Senado pelo então presidente da casa Rodrigo Pacheco (PSD). Ao exercer o cargo, foi responsável por reunir-se, na presidência do Senado, com mais de 820 prefeitos de municípios mineiros para tratar de assuntos referentes à recursos para investimentos nas áreas da saúde e infraestrutura, tendo participação direta, junto ao governo federal, na viabilização de verbas extras para as forças de proteção civil, melhoria da infraestrutura urbana, assim como na aquisição de equipamento de tratamento na área da saúde em cidades do estado de Minas.
Em 2 de fevereiro de 2022, Alexandre Silveira foi empossado como senador da república após a renúncia de Anastasia, que assumiu o cargo de ministro do Tribunal de Contas da União (TCU). Um mês antes de tomar posse, recebeu um convite do presidente Jair Bolsonaro (PSL) para ser seu líder do governo, porém o recusou, mais tarde, em maio e já empossado como senador, recebeu novamente o convite, recusando-o mais uma vez.
Em julho do mesmo ano, Alexandre foi apontado como o parlamentar mineiro mais bem avaliado pelo Departamento Intersindical de Assessoria Parlamentar, ficando entre os onze mais bem avaliados da lista geral.

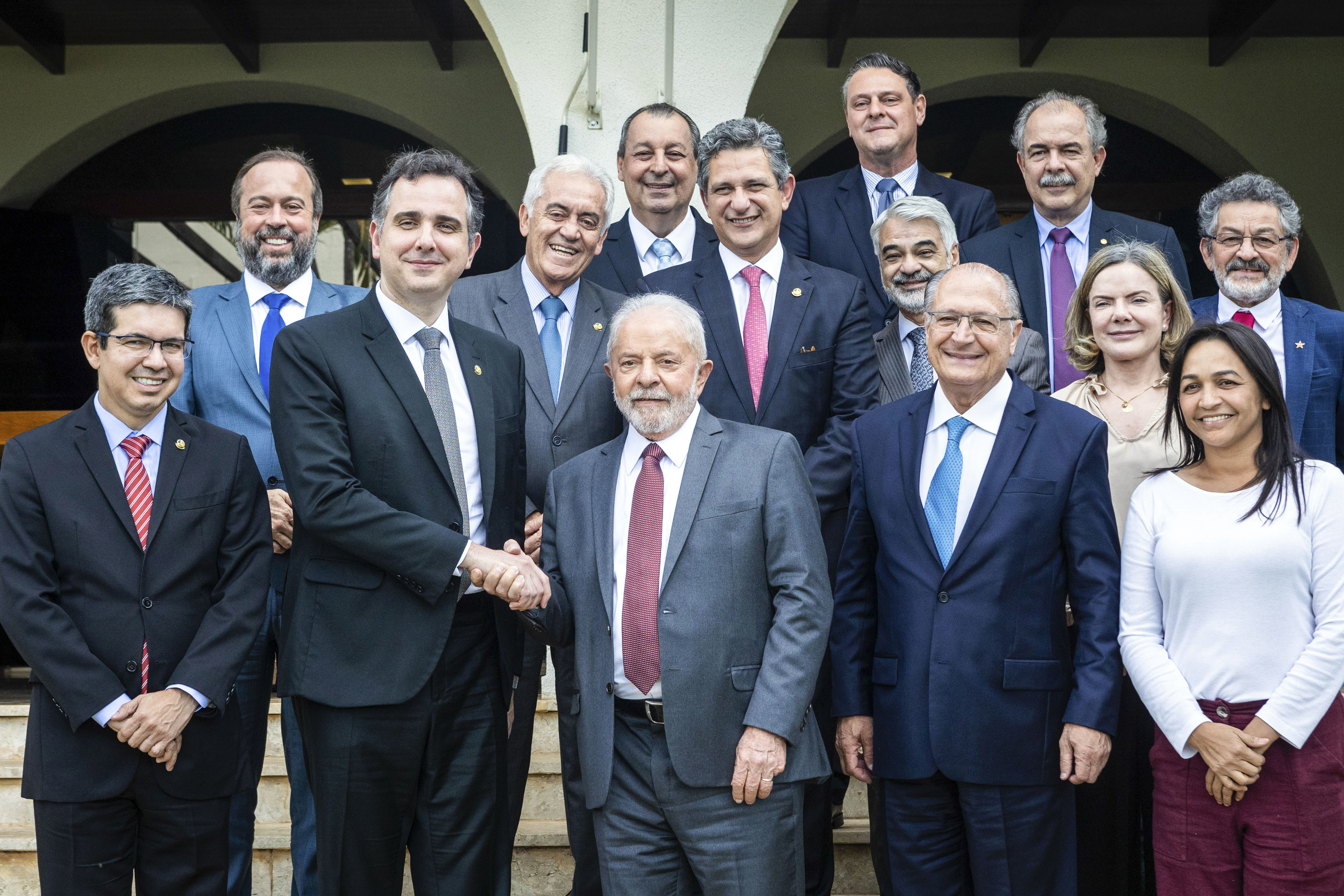
Alexandre Silveira participa de encontro na Residência Oficial do Presidente do Senado Federal, senador Rodrigo Pacheco, juntamente ao presidente eleito Luiz Inácio Lula da Silva, e outros parlamentares para tratar de temas institucionais e de interesse do governo de transição.

Durante seu mandato como senador teve aprovado pelo Senado Federal o projeto de lei que tem como objetivo mudar as regras do Imposto de Renda para aluguéis, no qual os locatários podrão incluir o valor do aluguel nas deduções do Imposto de Renda. Apresentou projetos de lei como a PL 788/2022 para limitar o aumento dos valores dos planos de saúde coletivos, a PLP 66/2022 que visa a recuperação e manutenção do patrimônio histórico brasileiro, a PL 469/2022 que busca acabar com a impunidade para aqueles que participarem de brigas decorrentes de eventos esportivos, assim como projetos de reforma no programa Auxílio Brasil, como a PL 625/2022, a qual busca assegurar aos seus beneficiários o recebimento de um décimo terceiro salário e também a PL 547/2022 que garante às mães solo o recebimento do  auxílio em dobro.
Ao decorrer de seu primeiro mandato como Senador, participou da articulação pela promulgação da emenda Constitucional 120 que estabeleceu o piso salarial para os agentes comunitários de saúde e agentes de combate às endemias, destinou R$ 15 milhões para a construção do Mercado Municipal de Ipatinga, participou do processo de manutenção e preservação do Parque Ecológico Linear do Belvedere, em Belo Horizonte e também foi o relator da chamada Lei Paulo Gustavo, aprovada em plenário, que liberou R$ 3,86 bilhões do Fundo Nacional de Cultura (FNC) para fomento de projetos culturais.
Nas eleições de 2022, candidatou-se a um novo mandato ao Senado de Minas pelo PSD, sendo parte da chapa de apoio à presidência de Lula. Com poucos meses antes das eleições, o nome de Silveira alternava entre as duas primeiras posições nos índices de intenção de voto, sendo apontado como favorito em pesquisas feitas pelo Real Time Big Data, em julho, e pelo Instituto F5 Atualiza Dados, em agosto. Obteve 35,79% dos votos válidos, terminando as eleições na segunda colocação, atrás de Cleitinho Azevedo (PSC), que obteve 41,52% dos votos.

### Ministério de Minas e Energia
Em 29 de dezembro de 2022, Alexandre Silveira foi anunciado como o Ministro de Minas e Energia do terceiro governo Lula.
Em março de 2023, durante uma entrevista ao portal Metrópoles, Gleisi Hoffman criticou a decisão de Alexandre Silveira de indicar nomes do Centrão ao Conselho de Administração da Petrobrás. O Ministro teria rejeitado as sugestões feitas pelo presidente da Petrobrás, Jean Paul Prates, em prol da indicação de apadrinhados do Centrão. Em mensagem para Gleisi, o coordenador-geral da Frente Única dos Petroleiros, Deyvid Bacelar, classificou os nomes como "perigosas indicações". Segundo reportagem da Folha de S.Paulo, a proximidade de Alexandre Silveira com o almirante Bento Albuquerque, ex-ministro de Bolsonaro, gera desconforto entre os aliados do governo petista, e diversas de suas indicações são nomes ligados ao governo Bolsonaro.
Em junho, Silveira foi admitido pelo presidente Lula ao último grau da Ordem do Mérito da Defesa.

### Desempenho eleitoral
| Ano  | Partido | Cargo                                   | Votos     | Resultado  | Ref.   |
| ---- | ------- | --------------------------------------- | --------- | ---------- | ------ |
| 2002 | PL      | Deputado Federal de Minas Gerais        | 26.153    | Suplente   | [ 24 ] |
| 2006 | PPS     | Deputado Federal de Minas Gerais        | 147.663   | Eleito     | [ 92 ] |
| 2010 | PPS     | Deputado Federal de Minas Gerais        | 199.418   | Eleito     | [ 4 ]  |
| 2014 | PSD     | 1º Suplente de Senador por Minas Gerais | 5.102.987 | Eleito     | [ 93 ] |
| 2022 | PSD     | Senador por Minas Gerais                | 3.679.392 | Não eleito | [ 87 ] |